# Hans Achelis
Hans Achelis (Hastedt, ma Bréma része, 1865. március 16. – Lipcse, 1937. február 25.) német evangélikus teológus, egyetemi tanár, kereszténységgel foglalkozó archeológus.

## Élete
Apja, Ernst Christian Achelis evangélikus lelkész, teológiaprofesszor, prédikátor volt. Hans 1897-ben vette feleségül Hanna Johannét, három gyermeke született, Johan Daniel Achelis fiziológus (1898-1963), Gustav Adolf Achelis kereskedő (született: 1901) és Elisabeth Achelis (született: 1901). 1883 és 1888 közt az erlangeni, a marburgi és a berlini egyetemeken teológiát és filológiát tanult. Doktori disszertációját a kereszténység hal-szimbólumáról, illetve a római katakombákban található ókeresztény halábrázolásokról írta.  
1890 és 1892 közt több tanulmányúton vett részt Olaszországban és Palesztinában, 1890-1891-közt Rómában volt ösztöndíjas. 1893-ban a göttingeni egyetemen habilitált. 1901-ben a königsbergi egyetem docense lett, ezután 1907-ben a hallei egyetemen lett docens. 1913-ban az egyháztörténet professzorává nevezték ki. 1916-ban a bonni egyetemre ment, ahol a régészeti gyűjtemény vezetői tisztét is betöltötte. 1918-ban a lipcsei egyetemre ment, ahol Albert Hauck utóda lett.  
1932. október 31. és 1933. október 30. közt a lipcsei egyetem rektora volt. A rektorátus átadásáról szóló éves jelentésében nyíltan támogatta a nemzetiszocializmust. 
Munkásságában Achelis leginkább a korai keresztény művészet emlékeivel foglalkozott, ezeket az egyházi élet és a hit szimbólumaiként értelmezte. Elsőként osztályozta és értelmezte a katakombákban található képeket, vizsgálta a ma is használatos szentképek eredetét. Munkássága utolsó éveiben a nápolyi művészet és egyház történetét kutatta, különös tekintettel az ottani katakombákban található freskókra.

## Válogatott munkái
- Das Symbol des Fisches und die Fischdenkmäler der römischen Katakomben. Dissertation Marburg Philosophische Fakultät vom 29. November 1887, Universitäts-Druckerei Marburg, 1887 sowie Elwert’s Verlag, Marburg, 1888
- Die ältesten Quellen des orientalischen Kirchenrechts.  J. C. Hinrichs Verlag, Leipzig, 1891–1904
- Acta Nerei et Achillei. 1893, Leipzig, 1893
- Hippolytstudien Hinrichs, Leipzig, 1897
- Die Martyrologien, ihre Geschichte und ihr Wert. Weidmann Verlag, Berlin 1900; Nachdruck Nendeln, 1970
- Virgines subintroductae. Ein Beitrag zum VII. Kapitel des 1. Korintherbriefs. J. C. Hinrichs Verlag, Leipzig, 1902
- Altchristliche Kunst. In: Zeitschrift für die neutestamentliche Wissenschaft und die Kunde der älteren Kirche. 1911–1916
- Das Christentum in den ersten drei Jahrhunderten. 2 Bände, 1912; 2. Auflage Band 1, 1925, Quelle & Meyer Verlag, Leipzig
- Der Entwicklungsgang der altchristlichen Kunst. Quelle & Meyer Verlag, Leipzig, 1919
- Kirchengeschichte. Quelle & Meyer Verlag, Leipzig, 1921
- Der Marmorkalender von Neapel. Programm zum Reformationsfeste und Rektoratswechsel 1929. Edelmann Verlag, Leipzig, 1929
- Die Bischof-Chronik von Neapel untersucht (Abhandlungen der Sächsischen Akademie der Wissenschaften, Philologisch-historische Klasse Band 40, Nr. 4). S. Hirzel Verlag, Leipzig, 1930
- Die Bedeutung der Katakomben von Neapel für die christliche Kunstgeschichte (Rektoratsrede). Edelmann Verlag, Leipzig, 1932
- Römische Katakombenbilder in Catania (Studien zur spätantiken Kunstgeschichte Band 5). de Gruyter Verlag, Berlin, 1932
- Jahresbericht des abtretenden Rektors Dr. Hans Achelis. In: Rektoratswechsel an der Universität Leipzig am 31. Oktober 1933, hrsg. vom Senat, Leipzig, 1933, S. 3–19.
- Der christliche Kirchenbau. Seine liturgische Entwicklung von der Basilika zur evangelischen Predigtkirche. Bibliographisches Institut, Leipzig, 1935
- Die Katakomben von Neapel. 6 Lieferungen, Hiersemann Verlag, Leipzig, 1935/36

## Fordítás
- Ez a szócikk részben vagy egészben  a   Hans Achelis című német Wikipédia-szócikk ezen változatának fordításán alapul.  Az eredeti cikk szerkesztőit annak laptörténete sorolja fel. Ez a jelzés csupán a megfogalmazás eredetét és a szerzői jogokat jelzi, nem szolgál a cikkben szereplő információk forrásmegjelöléseként.